# První hoře
První hoře je česká alternativně-rocková hudební skupina založená v roce 1998.

## Starší historie kapely
„Futuristicky punk-jazzová“ kapela První hoře, jejíž název je odvozen od stejnojmenné povídky spisovatele Franze Kafky, vznikla v roce 1998 na troskách HC/punkových Sleight of Mind z Jičína a punkové Marné snahy ze Semil. Kapela hraje čistě autorskou muziku, autorem textů je kytarista a zpěvák Milan Urza.
Při svém vzniku hrálo PH v tomto složení:
- Milan Urza (kytara, zpěv)
- Ondřej Hübner (basová kytara)
- Miroslav Paška (bicí)

Milan Urza a Ondřej Hübner působili původně v kapele Sleight of mind, zatímco Miroslav Paška přichází ze zmíněné Marné snahy. Několik týdnů po založení kapely se k ní přidal Pan Bertrám, obsluhující v té době miniaturní dětské klávesy Yamaha. Zkoušky kapely mají v té době nádech ryzího undergroundu a jsou přístupné kamarádům a širší veřejnosti. V podstatě se jednalo o jakési jam sessions, na kterých začaly vznikat první skladby, jako je „Venkovský bál“, „Španělská“ nebo „Koláče“. Postupem času se však zkoušky stávaly stále uzavřenějšími, až je nakonec zcela opustilo oko veřejnosti. Z této doby pochází první amatérská nahrávka – První Hoře 1998.
Demosnímek První Hoře 1998 vznikl v tomto složení:
- Milan Urza (kytara, zpěv)
- Pan Bertrám (klávesy)
- Ondřej Hübner (basová kytara)
- Miroslav Paška (bicí)

Zvuková kvalita této nahrávky, pořízené pomocí drobného mixpultu napojeného na kazetový magnetofon ve „studiu Ji.Zv.A. (Jičínská zvuková alternativa)“, je sice bídná, zato však z ní čiší původní syrovost a nekompromisní špína, která má své kouzlo.
V následujícím období kapela sporadicky vystupovala především na nezávislých regionálních hudebních akcích, přibývaly nové skladby. Až do roku 2000 hrála ve stále stejném složení. První etapu kapely završil další demosnímek 4 pokoje, na němž se jako host objevila flétnistka Monika Devátá. Vzhledem k tomu, že v té době měla již kapela ambice natočit nahrávku s profesionálním zvukem, nebyla s výsledkem spokojena a 4 pokoje, stejně jako První Hoře 1998, již v pozdější době oficiálně nejsou k dostání. Několik skladeb z demosnímku 4 pokoje se však objevilo na nejrůznějších kompilacích.
Složení kapely při natáčení demonahrávky 4 pokoje:
- Milan Urza (kytara, zpěv)
- Pan Bertrám (klávesy, zpěv)
- Ondřej Hübner (basová kytara)
- Miroslav Paška (bicí)
- host: Monika Devátá (příčná flétna)

Po roce 2000 došlo k lehké změně sestavy kapely, poté co zakládající člen Ondřej Hübner pověsil basu na hřebík a dále již v Prvním Hoři ani jiné kapele neúčinkoval. Díky skutečnosti, že hledání nového baskytaristy v dané lokalitě a navíc s podobným hudebním vkusem a cítěním se nesetkalo s úspěchem, kapela se rozhodla pokračovat pouze jako trio a basové party nahrané Milanem Urzou pouští z playbacku. Použití nových technologií podnítilo kapelu také k novým experimentům a k basové lince postupně začala přidávat elektronické samply – propojení živé a elektronické muziky se poté stalo pro První Hoře charakteristickým a na svou dobu také poměrně průkopnickým rysem.
V roce 2002 natočila První Hoře svou debutovou desku Na úpatí, která vyšla o rok později vlastním nákladem. Nahrávání proběhlo ve studiu Ji.Zv.A. ve vesnici Vokšice u Jičína, dotáčky, mix a mastering poté v domácím studiu Entlaab Pana Bertráma. Na albu účinkuje řada zajímavých hostů. Na úpatí zachycuje a v pravém slova smyslu také završuje první, temně laděnou, poeticky-undergroundovou etapu kapely.
Nástrojové obsazení desky Na úpatí:
- Milan Urza (kytara, baskytara, zpěv)
- Pan Bertrám (klávesy, zpěv, elektronika)
- Miroslav Paška (bicí)
- hosté:
  - Ondřej Koláčný (housle)
  - Hana Červenková (cello)
  - Eva Stará (zpěv)
  - Jakub Matouš (trubka)

## Nová éra
Kapela po vydání alba Na úpatí přibrala dalšího stálého člena, akordeonistu Michala Šťulíka-Mihoka, který v roli Pana Klauna obohatil koncertní prezentaci kapely o divadelní a taneční prvky. Zároveň se ustálil stylový vývoj kapely, začala trvalá spolupráce s výtvarnicí Petrou Komárkovou a následovala vydání dalších desek u etablovaných hudebních labelů.
V létě 2005 natočilo PH v pražském studiu 3bees materiál na druhou desku Commedia dell´arte, která vyšla na podzim 2006 u alternativního labelu Black Point Music. Deska se setkala s pozitivním ohlasem a První Hoře se tak dostalo do širšího povědomí fanoušků alternativní a rockové hudby. V dalších letech následovala řada velkých klubových i festivalových vystoupení (Eurotrialog Mikulov, Colours of Ostrava, Brutal Assault, Basinfirefest, Benátská noc, Poličské rockoupání...)
Na desce Commedia dell´arte hraje kapela v následujícím obsazení:
- Milan Urza (kytara, zpěv)
- Pan Bertrám (klávesy, zpěv, elektronika)
- Miroslav Paška (bicí)
- Michal Šťulík (akordeon)

Krátce po vydání nahrávky však kapelu znenadání opustil jeden ze zakládajících členů, bubeník Miroslav Paška. Na postu bubeníka jej brzy nahradil Pan Medák, s nímž se ostatní členové znali ještě z doby působení v jičínské kapele Sleight of Mind. Nový bubeník přinesl do kapely ostřejší, metalově laděný styl hry (s hojným zapojením tzv. dvojšlapky). Zároveň s tím se První Hoře oficiálně přestěhovala do Prahy, kde působí až do dnešních dnů. V pozitivní a velmi aktivní atmosféře této etapy pak velmi rychle vznikl materiál na další desku Lamento, která byla natočena v průběhu roku 2008 ve studiu Hostivař, smíchána ve studiu Svárov, masterována ve studiu Velvet Mastering a vyšla na podzim 2008 opět u labelu Black Point Music. Třetí deska Lamento se setkala s téměř neuvěřitelným ohlasem v publicistických kruzích i u samotných fanoušků a umožnila tak Prvnímu Hoři etablovat se v předních řadách české nezávislé hudby. První Hoře za desku Lamento získalo cenu Anděl 2008 v kategorii Hard´n´heavy, třetí cenu v publicistické anketě Břitva a v roce 2011 pak ve stejné anketě cenu za Album desetiletí.
Nástrojové obsazení Lamenta:
- Milan Urza (kytara, baskytara, zpěv)
- Pan Bertrám (klávesy, zpěv, elektronika)
- Pan Medák (bicí)
- Pan Klaun (akordeon)
- host: Lucie Páchová (zpěv)

Na jaře 2009, po téměř desetiletí vystupování s playbackovou basovou linkou, se ke kapele přidal baskytarista Jiří Hes. Následovala další řada festivalů i klubových vystoupení a práce na čtvrté desce Club Silencio. Ta byla natočena částečně ve studiu Biotech a částečně v domácím studiu Entlaab. Mix a mastering proběhl pod dohledem producenta Ecsona Waldese ve studiu Biotech. Club Silencio vyšlo na podzim 2011, tentokrát pod labelem Kontra Production.
Deska Club Silencio byla natočena v tomto složení:
- Milan Urza (kytara, zpěv)
- Pan Bertrám (klávesy, zpěv, elektronika)
- Pan Medák (bicí)
- Pan Klaun (akordeon)
- Pan Jiří (baskytara)

Dalším přírůstkem v diskografii Prvního Hoře je deska Imaginarium, která byla natočena v letech 2012–2013 ve studiích Entlaab a Šopa a o mix a mastering se postaral Stanislav Valášek ze Studia Šopa. Imaginarium vyšlo v roce 2013 opět u labelu Kontra Production. Křest se konal v listopadu 2013 v zaplněném Paláci Akropolis, kde zároveň proběhla premiérová projekce videoklipu ke skladbě „Absurdistán“.
Nástrojové obsazení Imaginaria:
- Milan Urza (kytara, baskytara, zpěv)
- Pan Bertrám (klávesy, zpěv, elektronika)
- Pan Medák (bicí)
- Pan Klaun (akordeon)
- Pan Jiří (baskytara)

## 2014
PH vystupují na festivalech Zámostí, Cihelna vystupovat!, United Islands, MišMaš párty, Colours Of Ostrava, Povaleč, Brutal Assault nebo Banát (v Rumunsku) a několika klubových akcích. Po roce si opět zahráli v Paláci Akropolis společně se spřízněnými Už jsme doma.

## 2015
Během roku 2015 První hoře stále vystupuje na různých akcích, ale po říjnovém koncertu v Rock Café se členové rozhodli dát si koncertní pauzu.

## 2016–2017
V roce 2016 se kapela plně soustředí na skládání písní pro své šesté album, které bylo nahráno na jaře roku 2017 ve studiu Hostivař pod vedením Zdeňka Šikýře. Dále se také se nahrávalo ve studiu Audio Factory. Mixu a masteringu se ujal Aleš Hyvnar. Po úspěšném dokončení alba začíná První hoře znovu koncertovat. Repertoár sestává převážně z nových písní.  Album "Křehký mechanismus pozemského štěstí" bylo pokřtěno v říjnu 2017 v klubu Rock Café v Praze a setkalo se s velkým úspěchem jak od hudebních kritiků, tak i od diváků. Album vyšlo opět u labelu Kontra Production. Tato deska byla oceněna publicistickou cenou Břitva jako Album roku.
Album „Křehký mechanismus pozemského štěstí“ kapela zveřejnila ve vlastním mediálním přehrávači na síti IPFS ().

## 2018 – první polovina roku 2021
Album „Křehký mechanismus pozemského štěstí“ obdrželo cenu Břitva za nejlepší album roku. Skupina také odehrála řadu povedených koncertů (Gryfinski Festiwal, Vývrtka, Vlčkovice, Váza fest, Povaleč, Mela, Brutal Assault, atd.). V roce 2019 pokračuje dalšími vydařenými akcemi (opět Gryfinski Festiwal, Živá ulice Plzeň, Otevřeno Jimramov, Zarafest + spousta klubových akcí).
Kapela měla nucenou koncertní pauzu kvůli pandemii covidu. V období uvolněnějšího režimu se ale dále scházela v karlínské zkušebně a připravuje nové písně.

## 2022
První hoře opět hraje i živě (Žižkovská noc, Festles, koncerty s Insanií, Útulek fest, Movomal, atd.). Hudebníci skládají a nacvičují další a další skladby na nadcházející desku.

## 2023
V létě roku 2023 začíná nahrávání sedmého dlouhohrajícího řadového alba u vyhlášeného zvukaře Zdeňka Šikýře v Hostivaři a dále pak v Audiofactory, za režijního dohledu pana Bertráma.

## 2024
Kapela vydatně koncertuje a slaví 25 let na scéně.
Během celého roku probíhají další přípravy nového alba, které ponese název „Achtung, Sultan!“. Mixu a masteringu se znovu ujal Aleš Hyvnar. Grafiku k nové desce vytvořila dvorní grafička Petra Komárková. Toto již sedmé řadové album vychází v listopadu na CD i LP u renomovaného vydavatelství Indies.

## Diskografie
- Na úpatí (2003)
- Commedia dell´arte (2006)
- Lamento (2008)
- Club Silencio (2011)
- Imaginarium (2013)
- Křehký mechanismus pozemského štěstí (2017)
- Achtung, Sultan! (2024)

+ demosnímky První Hoře (1998) a 4 pokoje (2000)